# クマのブルータス
クマのブルータス（Brutus the Bear）は、人間に飼われたハイイログマの雄の個体である。アメリカ合衆国でテレビ番組などに出演して有名になった。

## 経歴
ブルータスは2002年1月に誕生した。彼はその後の数ヶ月間を彼の母親が捕らえられていた1辺180センチメートルの鋼鉄製の檻の中で過ごした。結局ブルータスは野生には返さずにアメリカ合衆国モンタナ州ボーズマンにあるクマの飼育施設「Montana Grizzly Encounter」で飼育されることになった。その理由は2つある。ハイイログマは本来なら誕生後に野外を移動しながら野生で生きていくための教育を母親から受けるものなのに、ブルータスは狭い檻の中にいたのでその教育が受けられなかったことが1つ目の理由。2つ目の理由は野生で正常に育ったのなら人間を警戒して人間を避けるものだが、檻の中で育った場合は人間を避ける慎重さを持たなくなるからである。施設で飼育されてからブルータスはナショナルジオグラフィックチャンネルやナショジオ ワイルドが制作したテレビ番組に出演した。2008年には「Iron Ridge」と「Pretty Ugly People」の2本の映画にも出演した。
ブルータスは2021年2月4日に19歳で亡くなった。